# البیگ
البیگ (به آلمانی: Albig) یک شهر در آلمان است که در راینلاند-فالتس واقع شده‌است.

## خصوصیات
البیگ ۱۰٫۲۴ کیلومترمربع مساحت دارد ۲۱۶ متر بالاتر از سطح دریا واقع شده‌است.